# Tau4 Eridani
Tau4 Eridani (Tau4 Eri) è una stella situata nella costellazione dell'Eridano. La sua magnitudine apparente è +3,66 e dista 304 anni luce dal sistema solare.

## Caratteristiche fisiche
Tau4 Eridani è una gigante rossa di classe M, classificata come variabile semiregolare; la sua luminosità fluttua tra le magnitudini 3,57 e 3,72 in un periodo di 23,8 giorni. Almeno altre cinque stelle le sono visivamente vicine in cielo, anche se probabilmente solo la componente meno distante, che si trova a 6 secondi d'arco ed è di magnitudine 9,5, è legata gravitazionalmente alla gigante rossa.